# 생물학에서의 영생
생물학적 영생(biological immortality)은 늙어서 죽는 현상이 일어나지 않는, 다시 말해서 자연사 하지 않는 현상을 일컫는 말이다. 따라서 사고에 의하거나, 다른 동물에게 잡혀 먹는 경우를 제외한다면 그야말로 영원히 사는 것을 뜻한다. 즉 시간의 경과 따른 노화가 발생하지 없고, 혹은 일시적으로 발생해도 젊어지는 것에 의해 노쇠에 의한 죽음으로부터 면한 상태이다. 생물학적으로는, 어떠한 외상·질병·독물 등에 의해도 죽을리가 없는 상태를 나타내는 불사신은 성립될 수 없기 때문에 불로불사 가운데 불로에 해당되는 개념을 가리켜 영생이라 부른다. 노쇠에 의한 죽음을 면한 개체나 세포의 형질을 가리켜 불사화라고 부른다.

## 단세포의 경우 (세균의 수명)
세균 같은 단세포 생물에게는 수명(노화)에 의한 죽음이라는 개념이 없다. 사람과 같은 다세포 생물에서는 텔로미어에 의해서 세포의 분열 횟수가 제한되고 세포분열 능력 상실이 노화를 가져오지만, 단세포생물은 세포분열의 횟수에 한계가 없다. 즉 단세포생물은 세포분열을 거듭하면서 더 많은 수의 개체(유전적으로는 분열 전과 동일)로 변신한다. 그리고 그 변신의 횟수에는 한계가 없다. 가령 대장균을 배양하면 20분 뒤에 2마리로 분열하는데, 이를 두고 이전 대장균이 죽고 새로운 2마리가 출생했다고 말할 수는 없다. 죽었다면 사체가 있어야 할텐데, 사체가 없기 때문이다. 따라서 이전 대장균이 2마리의 대장균으로 모습을 바꾸었다고 표현하는 것이 적절하다. 그리고 이러한 변신 과정은 제 아무리 긴 시간이 흘러도 계속해서 일어나기 때문에 대장균 같은 단세포생물에서는 수명을 논할 수가 없는 것이다. 그렇다고 단세포 생물이 죽지 않는 것은 아니다. 영양, 온도, 습도 등의 환경조건이 적절치 않을 경우 죽을 수 있다. 단지 수명(노화)에 의한 죽음이라는 것이 단세포생물에서는 없다는 것 뿐이다.

최근의 연구 결과에 의하면 단세포 생물도 노화 현상을 일으킨다. 세균의 노화 (bacterial senescence 또는 bacterial aging) 문서 참조.

## 다세포의 경우
다세포 생물의 경우, 그 개체의 생명은 이른바 수명에 의해서 생리적으로 제한되고 있다. 불로불사를 실현하기 위해서는, 노화·수명을 없앨 필요가 있다. 현재, 노화·수명의 원인으로서는 이하와 같은 가설이 이루어지고 있다.

### 프로그램설
각각의 세포에는, 분열할 수 있는 한계가 처음부터 설정되어 그 회수를 맞이해 분열을 할 수 없게 되는 것으로 노화가 발생한다는 설.
분열할 수 있는 한계수는, 종에 의해서 가지각색이지만, 대체로 그 종의 수명과 비례한다는 것이 현재 유력한 설의 하나이다. 텔로미어는 세포 분열할 때마다 짧아진다는 것으로부터, 이 프로그램설의 기구를 실시하는 부분이 된다.
이 설에서의 해결법으로서는 현재, 텔로머레이스가 유력하다. 암세포에서는, 텔로머레이스가 고활성화하는 것으로써 세포가 불사화하는것으로부터, 줄기 세포의 텔로머레이스의 활성을 컨트롤 하는 것으로 불로불사의 실현이 가능하지 않을까 생각되고 있다.

### 에러설
세포 분열 시에 조금씩 발생하는 돌연변이가, 서서히 축적되어 최종적으로 파탄하는 것은 아닌가 라는 설. 베르너 증후군을 시작으로 조로증과 헬리케이스라는 DNA 수선에 관여한다고 추측되는 유전자에 이상이 있던 일로부터 생각할 수 있었다.
DNA 분자의 손상은 1일 1세포 근처 최대 50만 회 정도 발생하는 것이 알려져 있어 DNA 수선 속도의 세포의 가령에 수반하는 저하나, 환경요인의 밤DNA 분자의 손상 증대에 의해 DNA 수선이 DNA 손상의 발생을 따라잡지 못하게 되면,
- 노화(세포 노화)라 불리는, 불가역인 휴면 상태에 빠진다
- 아포토시스 혹은 프로그램 세포사로 불리는, 세포의 자살이 일어난다
- 암화

의 몇 개의 운명을 거치게 된다. 인체에 대해서는, 대부분의 세포가 세포 노화 상태에 이르지만, 수선할 수 없는 DNA의 손상이 축적한 세포에서는 아포토시스가 일어난다. 이 경우, 아포토시스는 체내의 세포가 DNA의 손상에 의해 암화해, 몸전체가 생명의 위험에 처해지는 것을 막기 위한 「비장의 카드」로서 기능한다.
이 설에서의 해결법으로서는, 전술의 DNA 수선 유전자를 활성화 시키는 등, 수선 속도가 돌연변이의 축적 속도를 웃도는 상태로 하는 것을 생각할 수 있다.

### 활성산소설
대사에 수반해 발생하는 활성산소에 의해 신체가 데미지를 받아 노화가 발생한다고 하는 설. 대사율이 높은(즉 활성 산소의 발생량이 많은) 생물일수록 수명이 짧아지는 경향에 있는 일로부터 생각할 수 있었다. 또, 이 활성 산소가 텔로미어의 단축에 영향을 주고 있다는 설도 있다.
이 설에서의 해결법으로서는, 비타민 C 등의 항산화작용이 강한 식품을 섭취하는 것이나, 활성 산소를 감소시키는 스파오키시드디슴타제라는 유전자를 도입하는 등이 있다.

## 영생의 생물
실제로 불로불사인 생물로서 작은보호탑해파리는 해파리가 노화한 후, 위축해 다시 유생인 포리프로 돌아오는 것이 판명됐다, 이것을 반복하는 것으로 도리상에서는 불로불사라고 생각되어 있다. 즉 노화하고는 젊어지는 것으로 있다. 같은 현상은, 야와라크라게로도 알려져 있다.
불로불사는 아니지만, 노화에 역행하는 예로서 곤충의 변태와 거기에 관한 호르몬 관련이 있다. 곤충에 아라타체와 전흉선으로부터 분비되는 호르몬이 그 변태에 깊게 관련되고 있지만, 이 중의 아라타체로부터 나오는 이른바 유약 호르몬은 곤충의 변태를 멈추어 언제까지나 유충으로 있게 하는 효과가 있어, 실험적으로는 유충의 기간을 연장시킬 수 있다.

## 세포 레벨로
세포는 분열을 반복해 그 계통을 존속하지만, 실제로는 다세포 생물의 세포는 무한히 분열을 반복하는 것은 아니다. 이것은 보통은 개체의 수명이 유한하기 때문이다. 그러나, 그 일부의 세포를 꺼내 배양했을 경우, 이 제약은 없어진다. 그러한 방법으로, 아무래도 무한하게 분열을 반복해 계통을 유지할 수 있을 것 같은 세포를 얻을 수 있는 경우가 있다. 사람의 세포로의 그러한 세포주의 최초의 예가 헬라 세포다.

## 약학에 의한 수명 연장
지금까지, 생물의 수명을 연장시키는 약물은 과학적으로 입증된 형태에서는 존재하지 않았다. 그러나, 2009년의 연구에서, 시롤리무스라 불리는 면역억제제가 생쥐의 수명을 신장시켰던 것이 입증되어, 이른바 수명을 늘리는 약품이 개발되었다.

## 같이 보기
- 노화 (aging)
- 수명 연장
- 베르너 증후군
- 죽음
- 헬라 세포
- 작은보호탑해파리
- 텔로미어, 텔로머레이스
- 헬리케이스
- DNA 수선
- 생물학적 노화 (senescence 또는 biological aging)
- 세균의 노화 (bacterial senescence 또는 bacterial aging)
- 곰퍼츠-메이컴 사망률 법칙

## 참고 문헌

### 서적
- 이시다 유키오 「불로불사와 약-약을 요구한 인간의 역사」츠키지서관ISBN 4-8067-2319-3
- 미츠이 나다츠카사 「불로불사의 사이언스」신쵸오샤 ISBN 4-10-610159-9
- 카네코 류이치 「궁극의 사이언스 불로불사」야와타 서점 ISBN 4-89-350400-2
- 타카스기정수 「불로불사의 추구」문예사 ISBN 4-28-600524-0

### 논문
- 후지모토 다이자부로우 (1986년 8월 20일). “노화는 어떻게 해 일어날까”. 《화학 교육》 (사단법인 니혼화섬 학회) 34 (4): 284–287. NAID 110001825187. 다음 글자 무시됨: ‘ 일본 서적’ (도움말)

### DVD
- 「디스커버리 채널 수명 100세를 실현하는 과학 불로불사의 테크놀로지」카도카와 서점